# Maurizio Leigheb
Maurizio Leigheb (Novara, 27 novembre 1941) è un fotografo, scrittore e documentarista televisivo italiano.

## Biografia
Dopo aver frequentato corsi di giornalismo, pittura e psicometria, inizia fin da giovane a viaggiare come fotoreporter freelance, pubblicando articoli e reportage su quotidiani come l'Unità, il Corriere della Sera, Sette, La Stampa, il settimanale Oggi e altri periodici illustrati, italiani e stranieri. Passato alla regia documentaristica, realizza oltre un centinaio di documentari televisivi trasmessi dalla Rai (ad esempio), Mediaset e Sky (con un ciclo di 12 trasmissioni) e da varie emittenti non italiane, su paesi, civiltà e culture che ha visitato per anni nei vari continenti. È autore di diversi saggi e di oltre una ventina di libri illustrati di divulgazione antropologica, romanzi ecc. alcuni dei quali tradotti in varie lingue.
Nel 1981 ha fondato con altri operatori culturali e diretto il Centro Novarese di Ricerca e Documentazione Fotografica
Dal 1998 è membro dell'AISEA, l'Associazione Italiana per le Scienze Etno-Antropologiche, oggi SIAC, Società Italiana di Antropologia Culturale. Inoltre è stato ospite di vari talkshow e definito da Maurizio Costanzo “l'ultimo grande esploratore italiano”. Ha visitato un centinaio di paesi extraeuropei, compiendo viaggi alla ricerca delle popolazioni più isolate o non ancora contattate, (tra cui 17 spedizioni tra gli indios amazzonici e altre 17 tra le etnie meno conosciute della Papua, la Nuova Guinea indonesiana), impegnandosi nella ricerca, nella documentazione antropologico-visuale e nella difesa delle minoranze etniche a rischio d'estinzione biologica e culturale. Si è dedicato anche allo studio di importanti viaggiatori italiani del passato (Guido Boggiani, di cui è considerato il massimo esperto (vedi bibliografia), Ugo Ferrandi, Alessandro Faraggiana), e occupato di problematiche e progetti volti a ripensare e valorizzare l'interculturalità, la comprensione e convivenza tra i popoli e la memoria come patrimonio intangibile dell'umanità. In quest'ultimo ambito, è ideatore di una proposta di ricerca dal titolo “Narrare la città. Tratti identitari, linguistici e della memoria della tradizione del novarese” portata a termine da un gruppo di docenti delle Università degli Studi del Piemonte Orientale e di Scienze Gastronomiche di Pollenzo, nell'ambito del progetto denominato “I Granai della Memoria”.
Nel 2007, col sostegno della Provincia di Novara, ha creato il Centro Europeo d'Incontro delle Culture (CEDIC)

## Opere

### Documentari
- Nuova Guinea, viaggio nella “preistoria” (Papua) 1986 - (regia di Adriano Zecca)
- Uomo mangia uomo. Indagine sul cannibalismo (dalla preistoria ai giorni nostri) 1990
- I cannibali (video, Ed. A. Mondadori) 1991
- I guerrieri dell'altopiano (Papua) 1995
- Dani, dall'età della pietra al 2000 (Papua) 1996
- La sorgente delle asce di pietra (Papua) 1996
- Yalimò, la terra degli Yali (Papua) 1996
- Lani, la gente senza terra (Papua) 1996
- Eipo, i Pigmei delle montagne (Papua) 1996
- Una strada minaccia l'ultimo eden (Papua) 1996
- Asmat, artisti nella giungla (Papua) 1999
- Korowai, gli uomini che vivono sulle piante (Papua) 1999
- Matìs, illusione di un eden (Amazzonia, Brasile) 1987
- Xikrìn: il rito, la pittura, la danza (Amazzonia, Brasile) 1987
- Il fiume ignoto (Amazzonia, Brasile) 1987
- Napeyòma, una donna rapita dagli indios (Venezuela) 1988
- L'Eldorado perduto (Amazzonia, Brasile) 1989
- Sydney Possuelo: una vita per gli indios (Brasile) 1989
- La Valle dell'Aurora (Brasile) 1989
- Kalunga, africani d'America (Brasile) 1989
- Morire per strada: bambini in Brasile (Brasile) 1992
- Amazzonia: il mercato delle bambine (Brasile) 1992
- Le ultime frontiere dell'esplorazione (Amazzonia, Brasile) 1992
- Amazzonia, emergenza uomo (Brasile) 1992
- Il mogano degli indios (Amazzonia, Brasile) 1994
- Sydney Possuelo, il difensore degli indios (Brasile) 1999
- Amazzonia, il sogno impossibile (Brasile) 2005
- Nordeste, tra inferno e paradiso (Brasile) 2005
- Amazzonia, raccolta di 5 videocassette, ViviVideo, Rizzoli Editore, 1989
- Afar, i nomadi del deserto di fuoco (Dancalia, Etiopia) 1997
- Erta Ale, il diavolo nel vulcano (Dancalia, Etiopia) 1997
- Guerrieri e veneri della valle dell'Omo (Etiopia) 2004
- Laghi e genti della Rift Valley (Etiopia) 2004
- Bromo, il dio vulcano (Giava, Indonesia) 1988
- I cavalieri di Sumba (Indonesia) 1988
- Tra i vivi e i morti di Sulawesi (Indonesia) 1988
- I dannati dell'inferno giallo (Giava, Indonesia) 2001
- Il figlio di Krakatoa (Indonesia) 2001
- Borneo: i cercatori di nidi di rondini (Sarawak, Malaysia) 1990
- Punàn, i nomadi della giungla (Sarawak, Malaysia) 1990
- Nisyros, un vulcano nel cuore (Grecia) 2003
- Santorini, l'isola delle 400 chiese (Grecia) 2003
- Chio e Lesbo, perle dell'Egeo orientale (Grecia) 2010
- Fogo: sotto il vulcano (Capo Verde) 2004
- Lanzarote, un'isola per 300 vulcani (Canarie, Spagna) 2009
- Jaisalmer, la città dei cantastorie (Rajasthan, India) 2001
- Lohar, uomini liberi (India)
- Orissa, terra dei senza naso (India) 2000
- Adivasi, tribù e sciamani (India) 2000
- Warli: un mondo dipinto dalle donne (India) 2009
- Nilgiri, le montagne blu (India) 2009
- Van, il lago del paradiso (Turchia) 2003
- La terra tra i due fiumi (Turchia) 2003
- Hadramaut, nel cuore dell'Arabia Felix (Yemen) 2002
- Socòtra, l'eden dimenticato (Yemen) 2002
- Songhai, fratelli neri dell'Islam (Mali) 2002
- Niger, il fiume della vita (Mali) 2002
- L'altopiano incantato (Bolivia) 2004
- La paura del diavolo e la protezione dei santi (Bolivia) 2004
- Berberi, i signori dell'Atlante (Marocco) 2004
- Ritorno alle origini: il deserto che muore (Libia) 2005
- Nel giardino del Sahara (Libia) 2005
- Bagàn, il miracolo delle 2000 pagode (Myanmar) 2006
- Intha, una civiltà sull'acqua (Myanmar) 2006
- Il cuore del mondo: diario uzbeko (Uzbekistan) 2007
- Samarcanda, la capitale celeste (Uzbekistan) 2007
- Viaggiatori di due mondi 2008
- Novara: un autoritratto[6] 2008
- Guido Boggiani. Elogio di un artista ed etnologo novarese 1989
- Leonardo da Vinci. Il Codice Atlantico alla Biblioteca Ambrosiana 2009 (documentario ufficiale dell'Ambrosiana)
- Pavia: storia e arte 2011
- Il collegio Borromeo e “I Templi della Sapienza” 2011
- La cattedrale di Pavia e “I Templi della Fede” 2011
- I segreti dell'Ecuador: la sindrome di Laron e gli ultracentenari di Vilcabamba (Ecuador) 2011
- Genti e vulcani dell'Ecuador (Ecuador) 2011
- Svaneti. Le valli delle torri di pietra (Georgia) 2011
- Tbilisi, la regina del Caucaso (Georgia) 2011

### Libri
- Caccia all'uomo, 1973, Sugar Editore, Milano (II edizione 1976), ristampato da Longanesi, Milano, 1976
- Indonesia e Filippine, 1976, Istituto Geografico De Agostini, Novara (II edizione 1981), tradotto in varie lingue
- L'indio muore: origine, vita e destino degli indios[7], 1977, Ed. Sugarco, Milano
- L'uomo nel mondo, 1979, Istituto Geografico De Agostini, Novara, (II edizione 1981), tradotto in varie lingue
- L'ultimo Sinai, 1980, Editions Transalpines, Lugano
- Guido Boggiani pittore, esploratore, etnografo. La vita, i viaggi, le opere, 1986, Regione Piemonte
- L'altrove narrato. Forme del viaggio in letteratura – 1990, Istituto Geografico de Agostini, Novara (Opera collettiva)
- Guido Boggiani. Atti del Convegno Internazionale, (Novara 8-9 marzo 1985) 1992, Banca Popolare di Novara. Ornavasso
- L'invenzione delle Indie. Immagini e immaginari dell'Oltremare – 1992, Comitato Novarese per i 500 anni dalla scoperta dell'America, Novara (Opera collettiva)
- Irian Jaya, l'ultima terra ignota. Popoli e culture della Nuova Guinea indonesiana, con prefazione dell'etologo Irenaus Eibl-Eibelsfeldt, 1995, Editoriale Giorgio Mondadori, Milano
- Lo sguardo del viaggiatore. Vita e opere di Guido Boggiani, 1996, Edizioni Interlinea, Novara
- Il convivio delle differenze. Città, società, etnie nell'Europa del Terzo Millennio – 2000, Ed. Interlinea, Novara (Opera collettiva)
- Una famiglia per Novara: i Faraggiana 2011, Ed. Interlinea, Novara (Opera collettiva)
- Figli della luna.Vita e morte tra i pigmei della Nuova Guinea, 2013, Edizioni Interlinea, Novara
- Narrare la città: Tratti identitari, linguistici e memoria della tradizione a Novara, a cura di Giacomo Ferrari e Maurizio Leigheb, 2013, Edizioni Interlinea, Novara
- Noi e gli altri. Saggi e riflessioni di un viaggiatore nello spazio e nel tempo, 2017, Carattere Mobile Editori, Boca
- Secondo me. Raccontare il mondo, 2017, Carattere Mobile Editori, Boca
- Meandri. La selva delle vite perdute, 2019, A&B Editore
- Mondi perduti. Cinquant'anni di viaggi tra i popoli della Terra, 2021, La Bussola Editrice, Roma
- Amazzonia segreta, I figli della foresta, 2022, La Bussola Editrice, Roma
- Il mondo dei Faraggiana. Ritratto fotografico di una famiglia aristocratica e della sua epoca, 2022, Società Storica Novarese, Novara
- Asmat. Uccidevano per essere uomini, 2024, La Bussola Editrice, Roma
- Scomparsi nella foresta. L'odissea di quanti hanno dato la vita per conoscere e difendere l'uomo e l'ambiente, Novara, 2025

### Pubblicazioni di argomento etnologico

#### Mali
- Il mosaico etnico ed i segni del passato, 1970.
- La religione dominante ed i culti ancestrali, 1970.
- I gruppi delle regioni desertiche, 1970.
- Gli Arabi e gli Haratin dalle discusse origini, 1970.
- Popoli e culture sudanesi tra il Volta ed il Senegal, 1970.
- La famiglia patrilineare ed il culto degli antenati, 1970.
- I diversi tipi di abitazione, 1970.
- Le cosmogonie bambara e dogon, 1970.
- Le manifestazioni del pensiero dogon, 1970.
- La società di oggi: eredità insopprimibili, 1970.
- Un proprio ruolo nel processo di rivalutazione delle culture dell'Africa nera, 1970.
- Le prime trasformazioni sociali, 1970.
- Conseguenze degli avvenimenti politici seguiti all' indipendenza, 1970.

#### Mali e Niger
- Songhai, Haussa e Peul, 1989
- Niger
- Uomini governati dalla pioggia, 1970.
- Le secolari migrazioni dei Peul, 1970.
- Il culto della bellezza tra i Bororo, 1970.
- Il mondo negro-islamico degli Haussa, 1970.
- Le armature dei Germa e le passate glorie dei Songhai, 1970.
- Evoluzione e tradizionalismo tra i Tuaregh dell'Air, 1970.
- Rapporti tra minoranza bianca e maggioranza negra, 1970.
- Squilibri demografici e problemi sociali, 1970.
- La via del progresso, 1970.

#### Ciad
- I Tebu, nomadi dei Tibesti, 1970.
- Le tribù Zagauà e le “genti dello struzzo”, 1970.
- I Kanembu e le tribù di pescatori del Logone e del Lago Ciad, 1970.
- I Sara e le prove iniziatiche dello “yondo”, 1970.
- Le usanze dei Massa, 1970.
- Il progresso contro le tradizioni, 1970.
- La regola dell'ospitalità, la dote e la poligamia, 1970.
- Rapporti tra negri e arabizzati, 1970.

#### Filippine
- Badjaos, gli “zingari” del mare

#### India
- L'India tribale: i “primitivi” della penisola e le tribù della giungla, 1969.
- Le tribù del Nord-Est, 1969

#### Indonesia e Melanesia
- Viaggio tra i popoli tribali dell'arcipelago indonesiano (dalla letteratura scientifica alla realtà attuale)
- Popoli dell'arcipelago indonesiano: dalla colonizzazione alla “ trasmigrasi”
- Da Nias alle Mentawai
- Punan, nomadi della giungla
- Popoli, lingue e culture della Nuova Guinea indonesiana
- Il caso dei Korowai, gli uomini che vivono sulle piante
- L'astuccio penico, dall'antichità ai giorni nostri
- L'antropofagia: ricerche, interpretazioni e testimonianze raccolte negli ultimi 40 anni
- Il cannibalismo, un fenomeno “indigesto”, al di là del mito e del tabù
- Uomo mangia uomo. Indagine sul cannibalismo, dalla preistoria ai giorni nostri

#### Nuove Ebridi (oggi Repubblica di Vanuatu)
- Ambrym: l'isola dei tamburi antropomorfi

#### Mongolia
- Mongolia interna: ascesa e apogeo dei Mongoli, 1989

#### Sud America
- I Jivaros (Shuar) dell'Ecuador, 1989
- Amazzonia. Arte e Società: l'ornamentazione del corpo e l'arte indigena come linguaggio visuale
- Amazzonia. Il Sapere Indigeno e il Soprannaturale: stimolanti, narcotici e allucinogeni usati dagli indios
- Amazzonia. Politica Indigenista: un bilancio, a 500 anni dalla scoperta dell'America
- Indios ed ecosistema amazzonico: un equilibrio sconvolto
- Gli indios registi del loro dramma (Esperienze di antropologia visuale e auto-documentazione videografica in Amazzonia)
- Scoperti 142 indios senza nome
- Noi e gli altri: la verità capovolta degli indios Korùbo
- Gli Xavante del Mato Grosso
- Tra gli indios Kadiwèu cent'anni dopo il novarese Guido Boggiani
- Bet'rra tra gli indios. Guido Boggiani: ”la più bella figura dell'antropologia italiana.” (secondo Darcy Ribeiro)

#### Pakistan
- Gli Hunza: origini, religione, passato e presente, 1989.
- Via della seta e Via del Buddismo, 1989.

#### Zaire
- I Pigmei: notizie sulle origini e sui rapporti coi popoli dell'antichità
- Rapporti tra Pigmei e Negri
- La scoperta, l'esplorazione e le ricerche scientifiche, 1989

#### Nuova Zelanda
- I Maori, mito e decadenza di un popolo leggendario.

## Mostre
- Popoli dell'arcipelago indonesiano, Palazzo Sormani, Milano, aprile 1985.
- Guido Boggiani, pittore ed etnografo: la vita, i viaggi, le opere, Palazzo del Broletto, Novara, marzo 1985.
- Maurizio Leigheb. Alla scoperta degli altri, in difesa della diversità, Novara, Palazzo del Broletto, 1996.
- Geografia dell'Immaginario, con catalogo, Novara, Palazzo Natta, 2012.  Presentazione della mostra. URL consultato il 2 novembre 2018 (archiviato dall'url originale il 30 ottobre 2012).
- Insula, personale di pittura dedicata al lago d'Orta e all'isola di S. Giulio, con catalogo,  presentata da Raul Capra e Sebastiano Vassalli, Novara, Complesso Monumentale del Broletto, Galleria dell'Accademia, settembre-ottobre 2014
- Gatti e Magie del Lago d'Orta, Orta (NO), Galleria Antico Borgo, luglio 2015
- L'iniziazione buddhista in Sguardi Vicini e Lontani, mostra fotografica organizzata per l'Associazione Novaresi Nel Mondo, Novara, Arengo del Broletto, 2017
- Eravamo Cacciatori di teste. Vita, riti ed arte delle popolazioni Asmat, Milano, Museo delle Culture (Mudec), con catalogo, da settembre 2017 a luglio 2018
- La pittura warli, dipinti originali del maestro Jivya Soma Mashé e dei suoi allievi e documentazione fotografica e filmica sull'arte e la cultura dei Warli, con catalogo, Novara, Galleria Spazio Vivace, 2018
- Donne nel mondo, mostra fotografica dedicata alla bellezza e al ruolo della donna nella famiglia e nella società di oltre 15 Paesi, per la Pro Loco di Novara, Galleria dell'Accademia, Palazzo del Broletto, 2018
- Volti femminili dal mondo, mostra fotografica al Castello Sforzesco Visconteo di Novara per la Fondazione Umberto Veronesi per il Progresso delle Scienze, giugno - luglio 2019
- Anabasi.Un ritorno da mondi perduti, personale di pittura con catalogo ispirata dai viaggi e dalle esperienze di una vita, Novara, Galleria dell'Accademia al Complesso Monumentale del Broletto,  dal 19 ottobre al 27 novembre 2021.

## Riconoscimenti
- Premio Omega per il documentario televisivo, 1989
- Premio del Comune di Grosseto per “Il Grande Libro della Natura”: Incontro Internazionale Editoria-Immagine-Ambiente- 2-10 luglio 1988
- Nel 1987 la sua città natale, Novara, lo elegge Novarese dell'Anno[8]
- Nel 2008 riceve il Premio Nazionale Umberto Barozzi per meriti culturali[9]
- Premio Giancarlo Milan della Provincia di Rovigo, 1988
- Premio Speciale alla Prima Rassegna Internazionale del Documentario Ecologico per Nazione, Salerno (Valva), 2-5 agosto 1992